# Schmalblättriger Weiß-Täubling
Der Schmalblättrige Weiß-Täubling (Russula chloroides) ist ein Blätterpilz aus der Familie der Täublingsverwandten (Russulaceae). Der große bis mittelgroße Täubling hat einen weißlichen, später oft bräunlich-ocker verfärbten und trichterförmig vertieften Hut. Die schmalen, herablaufenden Lamellen enden oft in einer bläulichen, ringförmigen Zone am Stielansatz. Sie sind, wie auch das Sporenpulver, weißlich bis cremefarben. Der Täubling riecht unauffällig und schmeckt mehr oder weniger mild. Die Fruchtkörper des Mykorrhizapilzes erscheinen einzeln bis gesellig von Juli bis Oktober überwiegend in Laubwäldern. Der weit verbreitete, aber nicht häufige Täubling stellt kaum Ansprüche an den Boden und kann mit verschiedenen Laub- und Nadelbäumen vergesellschaftet sein. Er ist essbar, aber minderwertig.

## Merkmale

### Makroskopische Merkmale
Der Schmalblättrige Weiß-Täubling sieht dem Gemeinen Weiß-Täubling (R. delica) sehr ähnlich, ist jedoch mit einem Hutdurchmesser von 4,5–13 cm kleiner, stärker trichterförmig und glatter. Die Hutoberfläche ist jung weiß, glatt, matt und samtig bereift. Später kann sie verkahlen und stellenweise oder ganz cremegelb bis bräunlichockerfarben sein. Bei feuchter Witterung ist die Hutoberseite schmierig bis dünnschleimig und glänzend. Die Huthaut lässt sich nur wenig abziehen.
Die jung weißlichen, später blass cremefarbenen Lamellen stehen enger und sind schmaler als beim Gemeinen Weiß-Täubling. Der Schmalblättrige Weiß-Täubling hat etwa 8–16 Lamellen pro Zentimeter in 1 cm Abstand vom Hutrand. Die Lamellen sind recht dünn und nur drei bis vier, selten bis zu acht Millimeter hoch. Außerdem sind sie etwas biegsam. Neben zahlreichen Zwischenlamellen findet man auch einige gegabelte Lamellen. Die Lamellen haben manchmal einen mehr oder weniger stark ausgeprägten bläulich-grünlichen Schimmer und/oder eine bläuliche, ringförmige Zone am Stielansatz. Die Schneiden können im Alter bräunen und verfärben sich beim Trocknen oft blaugrün. Das Sporenpulver ist annähernd weiß bis blass cremefarben gefärbt (Ib-IIa nach Romagnesi).
Der zylindrische Stiel misst 2,5–60 (9) × 10–20 (3,6) cm. Das Stielinnere ist voll bis gekammert-hohl, die Oberfläche fein längsaderig und jung weiß und bereift. Im Alter kann der Stiel stellenweise bräunen.
Das Fleisch ist sehr fest, weiß und mild, kann aber manchmal langsam scharf werden. Der Geruch ist uncharakteristisch und unauffällig. Er kann obstartig oder eher unangenehm sein. Das Hutfleisch reagiert mit Eisensulfat orangerosa, mit Guajak blaugrün und mit Phenol weinbaun.

### Mikroskopische Merkmale
Die kugeligen bis breit ellipsoiden Sporen messen 7,9–10,7 × 7,0–9,1 µm. Der Q-Wert (Quotient aus Sporenlänge und -breite) ist 1,1–1,2. Das Sporenornament besteht aus isoliert stehenden, groben bis zu 1,8 µm hohen Warzen, die stellenweise miteinander zu einem lückenhaften Netz verbunden sind.
Die viersporigen, keuligen Basidien sind 50–75 µm lang und 11–15 µm breit.
Die zahlreichen Hymenialzystiden färben sich mit Sulfobenzaldehyd grauschwarz an. Die Cheilozystiden sind spindelig bis keulig und an der Spitze mehrheitlich abgerundet. Sie messen 40–110 × 6–12 µm, während die ähnlichen, aber etwas größeren Pleurozystiden 60–105 × 8–13 µm messen.
Die Hutdeckschicht besteht aus zylindrischen, meist verzweigten und septierten, 3–5 µm breiten Haaren. Dazwischen findet man zylindrische, an der Spitze meist eingeschnürte sowie teilweise septierte, 3–6 µm breite Pileozystiden, die in Sulfobenzaldehyd einen grauschwarzen Inhalt haben.

## Artabgrenzung
Wie oben beschrieben, ist der Gemeine Weiß-Täubling (Russula delica) sehr ähnlich. Er wächst an vergleichbaren, allerdings meist etwas feuchteren Standorten. Er hat einen größeren und kräftigeren Fruchtkörper, einen verhältnismäßig kürzeren, gedrungeneren Stiel sowie weiter auseinander stehende, breitere Lamellen (beim Gemeinen Weißtäubling (R. delica) 3–10 Lamellen pro cm in 1 cm Abstand vom Hutrand, statt 8–16, die 4,5–14 mm, statt 3,5–7 mm breit sind). Außerdem sind seine Sporen etwas größer und die Warzen sind stärker netzartig miteinander verbunden.
Sehr ähnlich können auch die großen, weißhütigen Milchlinge aus der Albati-Gruppe sein, besonders wenn die Fruchtkörper sehr trocken sind und man den Milchfluss nicht mehr feststellen kann.

## Ökologie
Der Schmalblättrige Weiß-Täubling ist gegenüber dem Gemeinen Weiß-Täubling (R. delica) eher in schattigen Lagen innerhalb des Waldes, in bodensauren Beständen wie Hainsimsen-Buchenwälder (auch mit Fichten und Tannen), Eichen-Hainbuchen- oder Fichtenwäldern verbreitet. Er besiedelt dabei saure Sand- und Kristallböden, aber auch saure Substrate.
Der Schmalblättrige Weiß-Täubling ist ein Mykorrhiza-Pilz, der mit Laub- und Nadelbäumen in Symbiose lebt. Dies sind vor allem die Rotbuche und die Gemeine Fichte. Die Fruchtkörper erscheinen zwischen Juli und Oktober.

## Verbreitung

Europäische Länder mit Fundnachweisen des Schmalblättrigen Weiß-Täublings.
Legende:
Länder mit Fundmeldungen
Länder ohne Nachweise
keine Daten
außereuropäische Länder

Der Schmalblättrige Weiß-Täubling ist in Europa verbreitet und vor allem in Mitteleuropa häufig. Aufgrund der geringen Bodenansprüche wird vermutet, dass er lokal häufiger vorkommt als der Gemeine Weiß-Täubling (R. delica). Der Täubling wurde auch in Japan nachgewiesen.

## Systematik

### Etymologie
Das wissenschaftliche Epitheton leitet sich von den altgriechischen Wörtern χλοανός (grünlich) und εἶδός (Ansehen, Gestalt) ab und weist auf die blassgrünlich schimmernden Lamellen hin.

## Bedeutung
Der Schmalblättrige Weiß-Täubling ist essbar, aber nicht besonders schmackhaft. Er wird in Nordamerika regelmäßig vom parasitischen Schlauchpilz Hypomyces lactifluorum befallen, was seinen Speisewert als Lobster Mushroom wesentlich steigert.